# الرجل (رواية ستوكر)
الرجل (بالإنجليزية: The Man)‏ هي رواية رومانسية التي كتبها برام ستوكر (مؤلف دراكولا)، وصدرت في عام 1905. كما تم نشر الرواية باسم أبواب الحياة. وتدور أحداثها في العصر الفيكتوري.